# 日本剣道具製作所
株式会社日本剣道具製作所（にほんけんどうぐせいさくしょ）は、宮崎県西都市に本社を置く剣道具メーカーである。旧社名は多田産業株式会社。

## 会社概要
1937年（昭和12年）創業の老舗企業であり、日本国内で唯一、剣道防具のすべての部位を自社製造できる会社である。自社ブランドは「∞～MUGEN～」。宮崎県伝統的工芸品「日向剣道防具」指定を受けている。剣道防具の他に、銃剣道防具、逮捕術防具の製造、柔道衣、空手衣、居合用品の販売、工芸品として自社製造の人形や印伝（印傳）小物の販売なども行う。
現在の代表取締役は株式会社全日本武道具代表取締役社長、川辺尚彦が兼任している。

## 会社沿革
- 1937年（昭和12年）12月 - 創業。初代社長として多田一萬が就任。
- 1963年（昭和38年）
  - 2月 - 宮崎県宮崎市波島に本社・工場開設。
  - 7月 - 株式会社に改組。多田産業株式会社設立。
- 1970年（昭和45年）4月 - 宮崎県国富町本庄に国富工場開設。
- 1971年（昭和46年）2月 - 宮崎県西都市下三財に西都工場開設。
- 1973年（昭和48年）
  - 4月 - 当時の天皇・皇后の視察を受ける。
  - 11月 - 宮崎県宮崎市瓜生野に瓜生野工場開設。
- 1986年（昭和61年）6月 - 宮崎県伝統的工芸品「日向剣道防具」指定を受ける。
- 1993年（平成5年）2月 - 剣道具に関する実用新案取得。
- 2000年（平成12年）
  - 4月 - 第1回 八光旗争奪少年剣道練成大会開催。
  - 10月 - 宮崎県サミット協力推進協会より感謝状を受ける
- 2005年（平成17年）11月 - 宮崎県西都市に新社屋建設（波島、国富、瓜生野、西都の4工場を統合）。
- 2008年（平成20年）4月 - 第9回八光旗争奪少年剣道練成大会開催。東国原英夫宮崎県知事（当時）に祝辞を戴く。
- 2011年（平成23年）
  - 1月 - 防具に関する特許取得（特許第4658737号）。
  - 8月30日 - 宮崎地方裁判所に民事再生法を申請[1]。
- 2014年（平成26年）
  - 10月 - 株式会社全日本武道具の川辺尚彦が代表就任、全日本武道具とグループ会社となる。
  - 12月 - 社名を株式会社日本剣道具製作所に変更。
- 2015年（平成27年）
  - 2月 - それまでの自社ブランドであった「八光印」の製造を終了し、新ブランド「∞ ～MUGEN～」を立ち上げる。
  - 5月 - 第16回世界剣道選手権　男女団体優勝チーム及び男女個人入賞者へ防具を提供
2017年（平成29年）
自社ブランド「西都」を立ち上げる
2018年（平成30年）
NHK出演
2020年（令和２年）
伝統工芸士５人目の新名博文氏認定　県知事より賞状をいただく
２０２２年６人目三宅洋一　伝統工芸士認定

## 参加団体
- 宮崎商工会議所
- 宮崎県物産貿易振興センター
- 西都市観光協会
- 西都市三財商工会